# 友永义治
友永义治（日语： Tomonaga Yoshiharu，1950年2月18日—），日本前男子短跑运动员，曾代表日本参加1972年夏季奥运会短跑比赛。他曾获得1970年亚洲运动会男子400米冠军。